# Ima (album)
Ima is het eerste album van Brian Transeau, ook wel bekend onder de artiestennaam BT. Het bekendste nummer van het album is waarschijnlijk Blue Skies, dit nummer is ingezongen door Tori Amos. Een deel van het nummer Nocturnal Transmission is te horen in de film The Fast and the Furious. De titel, Ima, is Japans voor "Nu".
Ima heeft meegeholpen met het vormen van de Progressive house. Deze muziek heeft zich later gevormd tot de huidige Trance.

## Tracklist

### CD 1
1. "Nocturnal Transmission" – 8:37
2. "Quark" – 6:28
3. "Tripping the Light Fantastic" – 6:44
4. "Embracing the Future" – 5:16
5. "Deeper Sunshine" – 7:00
6. "Loving You More (BT's Garden of Ima Dub)" – 9:31
7. "Loving You More (BT's Final Spiritual Journey)" – 3:29
8. "Poseidon" – 8:58
9. "Embracing the Sunshine" – 10:57

### CD 2
1. "Blue Skies" – 5:04
2. "The Delphinium Days Mix" – 12:52
3. "Sasha's Voyage of Ima" – 42:45
4. "Divinity" – 10:58